# Plácido Arango Arias
Plácido Arango Arias (Tampico, 15 de mayo de 1931-Madrid, 17 de febrero de 2020) fue un empresario hispanomexicano, afincado en España, conocido por su actividad como coleccionista y benefactor del Museo del Prado y del Museo de Bellas Artes de Asturias.

## Biografía
Nacido en Tampico el 15 de mayo de 1931, era hijo de un emigrante asturiano, Jerónimo Arango Díaz. Fue cofundador de la cadena de supermercados Aurrerá, junto con sus dos hermanos Manuel y Jerónimo. Estuvo casado con Teresa García-Urtiaga y tuvo tres hijos: Plácido, Francisco y Maite Arango García-Urtiaga.

## Actividad profesional
Se instaló en 1965 en España, donde fundó los primeros supermercados del país, marca Aurrerá. Después de venderlos en 1975 a Galerías Preciados fundó la cadena de restaurantes-tienda Vips. Ambas marcas provienen de las que había fundado en México junto a sus hermanos.
Con más de doscientos establecimientos, a principios de la década de 2000 vendió parte de su negocio a Goldman Sachs, que adquirió un 30% de Sigla SA.

## Benefactor de museos públicos

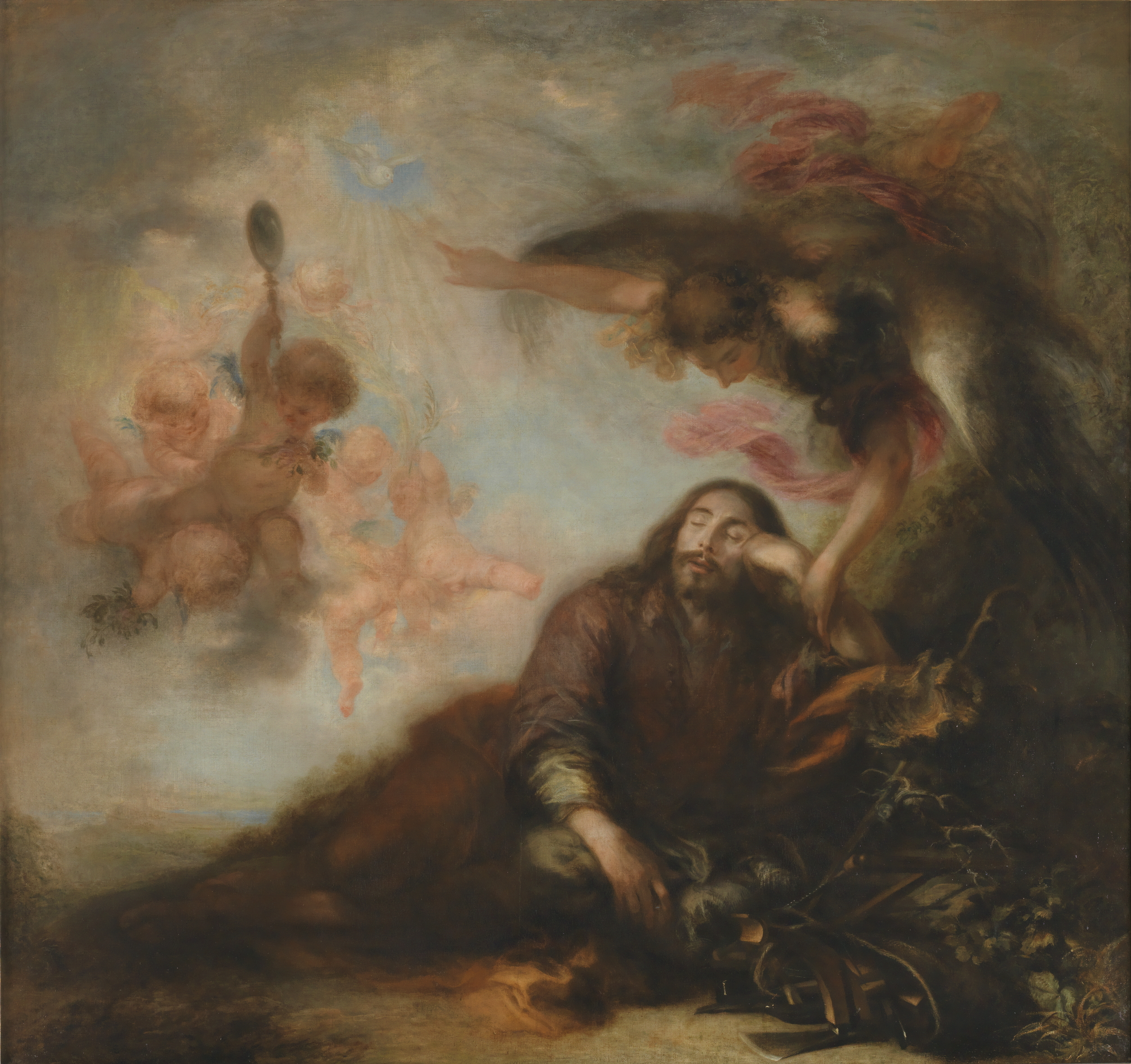
El sueño de san José, obra capital de Francisco de Herrera el Mozo donada por Plácido Arango al Museo del Prado.

Plácido Arango fue uno de los máximos benefactores del circuito museístico español, principalmente por sus donaciones efectuadas en 2015 y 2017.

### Museo del Prado
Fue nombrado vocal del Patronato del Museo del Prado en 1986, y presidente del mismo durante el período 2007-2012. Mantuvo una prolongada y fructífera colaboración con este museo. Ya en 1984 medió para que el experto John Brealey dirigiese la restauración de Las meninas de Diego Velázquez. Esta mediación fue posible porque Arango era patrono del Metropolitan Museum de Nueva York, donde Brealey trabajaba.
Asimismo, Arango efectuó importantes donaciones al Museo del Prado: en 1991 entregó una cotizada primera edición de las ochenta estampas que integran Los Caprichos de Goya (Madrid, 1799) y en 2015 acordó con el museo la entrega de veinticinco obras de su colección. Esta histórica donación, con reserva de usufructo, es una de las más importantes recibidas por el Prado en varias décadas e incluye tres notables lienzos de Zurbarán (a destacar el exquisito San Francisco con la calavera de 1659), el magistral Sueño de san José de Francisco de Herrera el Mozo, las cuatro cotizadas (solo se tiraron cien ejemplares) litografías Los toros de Burdeos de Goya y dos tablas de Pedro de Campaña, autor del que el Prado no poseía ningún ejemplo. Otras piezas de la donación son: dos lienzos de Valdés Leal, dos grandes pinturas de retablo de Luis de Morales, una gran Crucifixión pintada por Luis Tristán, un importante San Juan Bautista de Antonio del Castillo, tres obras de Corrado Giaquinto, ejemplos de Felipe Pablo de San Leocadio, Eugenio Cajés, Mateo Cerezo, Francisco Barrera y Alejandro de Loarte, y el bodegón con figura Pícaro de cocina firmado por Francisco López Caro.

### Museo de Bellas Artes de Asturias
De ancestros asturianos, Arango quiso hacer honor a ellos donando en 2017 un importante conjunto de 33 obras de arte al Museo de Bellas Artes de Asturias. En él se cuentan ejemplos de los siglos XV al XX: Diego de la Cruz, Luis de Morales, Correa de Vivar, Juan de Juanes, Pantoja de la Cruz (Retrato de Margarita de Austria), Zurbarán, Juan de Valdés Leal (La danza de Salomé ante Herodes), Jerónimo Jacinto de Espinosa, Juan van der Hamen, Alejandro de Loarte, Francisco Gutiérrez Cabello, José Antolínez, Claudio Coello (una exquisita Visión de Simón de Rojas sobre cobre), Jenaro Pérez Villaamil (Procesión ante la catedral de Oviedo), Ignacio Zuloaga, José Gutiérrez Solana, Manuel Millares, Rafael Canogar, Esteban Vicente, Pablo Palazuelo, Antoni Tàpies, Josep Guinovart, Eduardo Arroyo, Equipo Crónica, Darío Villalba, Juan Muñoz, Cristina Iglesias... 18 de los autores de esta donación carecían de presencia en el museo ovetense.

## Coleccionismo y actividad cultural
Pasó sus últimos años retirado en Valdemorillo, dedicando su vida al arte y a la cultura. Prestó para múltiples exposiciones varias obras de su colección de cuadros y esculturas al Museo de Bellas Artes de Asturias y al Museo del Prado. Su colección cuenta con más de trescientas creaciones, incluyendo obras de Goya, Ribera, Murillo y Zurbarán.
Presidió la Fundación Príncipe de Asturias entre 1987 y 1996, etapa en la que fueron premiados Yasir Arafat junto a Isaac Rabin, Nelson Mandela, Liz Taylor, el atleta Serguéi Bubka y el arquitecto brasileño Oscar Niemeyer, entre otras personalidades.
También fue miembro del patronato de la Biblioteca Nacional de España, de la Tufts University de Estados Unidos y colaborador de Factoría Cultural en Matadero Madrid.
Ha sido galardonado con las grandes cruces de Isabel la Católica y del Mérito Civil, así como con la Medalla de Oro al mérito en las Bellas Artes. En 2017 recibió la Medalla de Oro de Asturias.